# Dingsheim
Dingsheim település Franciaországban, Bas-Rhin megyében. Lakosainak száma 1229 fő (2022. január 1.). Dingsheim Griesheim-sur-Souffel, Ittenheim, Oberhausbergen, Oberschaeffolsheim és Stutzheim-Offenheim községekkel határos.

## Népesség
A település népességének változása:
| Lakosok száma | 1337 | 1325 | 1318 | 1275 | 1256 | 1233 | 1210 | 1222 | 1229 |
|               | 2013 | 2015 | 2016 | 2017 | 2018 | 2019 | 2020 | 2021 | 2022 |